# Новотихвинская улица
Новоти́хвинская улица — улица на севере Москвы в районе Марьина Роща Северо-Восточного административного округа, от Полковой улицы параллельно улице Двинцев. До 1986 года — 2-я Новотихвинская улица (1-я Новотихвинская улица в 1967 году была переименована в улицу Двинцев). Названа в начале XX веке как новая улица по соседству с Тихвинской улицей.

## Расположение
Новотихвинская улица проходит с севера на юг, начинается от Полковой улицы, пересекает Стрелецкую улицу, 1-й Новотихвинский переулок и заканчивается в городской застройке около улицы Сущёвский Вал, но на Сущёвский Вал не выходит.